# Alcalá de la Selva
Alcalá de la Selva (Alcalá de la Selba em aragonês) é um município da Espanha na província de Teruel, comunidade autónoma de Aragão. Tem 104,95 km² de área e em 2021 tinha 352 habitantes (densidade: 3,4 hab./km²).

## Demografia
| Variação demográfica do município entre 1991 e 2004 | Variação demográfica do município entre 1991 e 2004 | Variação demográfica do município entre 1991 e 2004 | Variação demográfica do município entre 1991 e 2004 |
| --------------------------------------------------- | --------------------------------------------------- | --------------------------------------------------- | --------------------------------------------------- |
| 1991                                                | 1996                                                | 2001                                                | 2004                                                |
| 462                                                 | 442                                                 | 510                                                 | 523                                                 |